# Albertslund
 Denne artikel handler om bydelen Albertslund. Ordet Albertslund bruges ofte også som en kort betegnelse for Albertslund Kommune.
 Der er for få eller ingen kildehenvisninger i denne artikel, hvilket er et problem. Du kan hjælpe ved at angive troværdige kilder til de påstande, som fremføres i artiklen.

Albertslund er en bydel i Storkøbenhavn med 27.984 indbyggere  (2025). Bydelen er beliggende 15 kilometer vest for Københavns centrum mellem Glostrup og Taastrup. De gamle landsbyer, Risby, Vridsløselille, Herstedvester og Herstedøster udgør nu mindre bydele i Albertslund.
Albertslund er en grøn bydel bl.a. pga. Vestskoven og Vejleådalen, hvor 60 pct. af bydelens areal er udlagt til naturområder. Albertslund er anerkendt som den moderne planlagte bydel, hovedsageligt bygget i 1960´erne, som industrialiseret tæt lav elementbyggeri af rækkehuse, gårdhavehuse og etagehuse. Bydelens indbyggertal voksede fra cirka 3.000 til de nu knap 30.000 på cirka 10 år. Bydelen har blandt andet et totalt opdelt trafiksystem af veje og stier for henholdsvis hårde og bløde trafikanter. Denne opdeling betyder at bløde trafikanter kan benytte stisystemet uden nogensinde at komme i kontakt med biler i en meget stor del af byen.
Albertslund er kendt som en foregangsby mht. miljø og bæredygtighed, og benytter f.eks. LED-pærer i en stor del af byens udendørs belysning.
Albertslund har i vid udstrækning udnyttet regnvandsafledning som rekreative elementer i form af søer og kanaler midt i bebyggelserne.
Der er to kollegier i byen: Danmarks Internationale Kollegium, der ligger i centrum af byen og Morbærhaven, der teknisk set er en almennyttig boligforening og ligger i norddelen af byen ud mod Vestskoven.
Den lokale avis hedder Albertslund Posten og har flere gange vundet priser for at være en god lokalavis.
Af attraktioner kan nævnes spillestedet Forbrændingen, Musikteatret Albertslund, Friluftsbadet Badesøen, Albertslund Centrum, Vestskoven, Vikingelandsbyen ved Risby, Dyregården Toftegården samt Naturcenter Herstedhøje ved den kunstigt anlagte bakke Herstedhøje, hvor man i klart vejr kan se til hhv. København centrum og Roskilde.

## Etymologi
Albertslund er opkaldt efter den franske greve Albert de Rault de Ramsault de Tortonval, som flygtede fra Frankrig til Danmark i 1802 pga. den franske revolution, og i 1817 købte en gård i det område som i dag udgøres af Albertslund Centrum og Albertslund Syd. Alberts søn Christian Gregers de Ramsault de Tortonval (1820-1896) overtog gården efter sin faders død og plantede i 1840'erne en lille lund han kaldte Alberts Lund. Gården blev herefter kaldt Albertslundgården, men denne blev revet ned i 1960'erne for at gøre plads til opførelsen af Albertslund Centrum og Albertslund Syd.
I folkemunde er byen også kendt under navnene "A-town" eller "Lunden".

## Historie
Længe bestod Albertslund kun af Albertslundgården, afskåret mod nord af jernbanen mellem København og Roskilde. Nord for denne og parallelt med denne forløb landevejen mellem København og Roskilde. Mellem jernbanen og landevejen lå Vridsløselille straffeanstalt lidt øst for Vridsløselille. Et stykke nord for landevejen lå landsbyerne Herstedøster og Herstedvester omgivet af deres marker.
Da urbaniseringen begyndte at sprede sig fra århundredeskiftet, opstod der en mindre samlet bebyggelse langs landevejen omkring statsfængslet og landsbyen med blandt andet skole, mejeri og smedje.
I 1930, da der i hele Herstedernes Kommune (senere omdøbt til Albertslund Kommune) fandtes 2.554 indbyggere, boede der i Vridsløselille by og fængsel 1.406 indbyggere. Heraf boede 1.040 i byen og 366 i fængslet.

### Byudviklingsplanlægning
Den fremadskridende byudvikling i tilknytning til hovedstaden fik også betydning for byplanlægningen. Da den såkaldte "Fingerplan" - Skitseforslag til Egnsplan for Storkøbenhavn - blev offentliggjort i 1947 med sit forslag om at samle den fremtidige byudvikling i hovedstadsområdet langs banelinjer, blev det også forudsat, at Vridsløselille med jernbanestation på længere sigt ville vokse til at udgøre et sammenhængende forstadsområde sammen med Glostrup men adskilt fra Høje Tåstrup af en grøn korridor. Fingerplanen førte til vedtagelse af byreguleringsloven i 1949, som forudsatte nedsættelse af et byudviklingsudvalg for Københavns-egnen til planlægning af den fremtidige byudvikling i Hovedstadsområdet i form af en såkaldt byudviklingsplan.
Den 6. oktober 1949 nedsattes et byudviklingsudvalg for Københavns-egnen, som den 2. maj 1951 offentliggjorde "Betænkning vedrørende Partiel Byudviklingsplan nr. 2 for Københavns-egnens byudviklingsområde". Da Vridsløselille havde station på jernbanen, regnedes byen som et af de steder, der trafikmæssigt var hensigtsmæssigt for byudvikling, og under indtryk af, at området var byggemodnet i form af kloakering, og at byudviklingen forudsattes ikke at være i konflikt med frednings- og friluftsinteresser, blev et udpeget byudviklingsområde i tilknytning til byen syd for jernbanen lagt i mellemzone, det vil sige skulle kunne inddrages til bebyggelse på længere sigt.
Den oprindelige byudviklingsplan blev senere opdateret med "Betænkning vedrørende Partiel Byudviklingsplan nr. 6 for Københavns-egnens byudviklingsområde" fra 1965, som for Vridsløselilles vedkommende forudsatte en kraftig udbygning af både områderne mellem jernbane og landevej og tillige nord for landevejen, dog gradueret i inderzone og mellemzone. Denne ændring af tidligere planer var udtryk for, at Herstederne Sognekommune nu pressede på for byudvikling.
Inddragelsen af Herstederne i byudviklingen skete som en vækstbølge: i 1901 havde kommunen 2.084 indbyggere, og endnu i 1945 havde kommunen kun 2.458 indbyggere. Indbyggertallet voksede til 3.096 i 1950, 3.291 i 1955, 3.600 i 1960 og 7.350 i 1965

### Vestskoven
Byudviklingspresset på Vridsløselille og omegn gjorde behovet for at sikre friarealer akut. I 1967 påbegyndtes anlæggelsen af Vestskoven på ca. 13 km², og hovedformålet med etableringen af Vestskoven var at skabe et rekreativt område for de hastigt voksende byområder på Københavns Vestegn. Skoven blev anlagt som et varieret landskab med åben skov, store sletter, kunstige bakkelandskaber samt høje, søer, stier og veje. Skovens rekreative værdi blev senere forringet, da man anlagde Ring 3 og Ring 4 gennem den.

### Albertslund Syd
En af Fingerplanens ledende arkitekter, Peter Bredsdorff, fik af det daværende Herstedernes Sogneråd til opgave at udarbejde en dispositionsplan for kommunen og særligt for de offentligt ejede arealer syd for jernbanen. Et forslag forelå i 1957, og det anviste en samlet bebyggelse i højst to etager men med en meget tæt bebyggelse, bl.a. i form af gårdhavehuse. Bebyggelsen blev planlagt således, at den efter behov kunne udbygges etapevis. Selve bebyggelsesplanen blev udarbejdet på grundlag af skitseprojektet af et særligt Albertslundkontor, der virkede fra 1959 til 1962. Karakteristisk for bebyggelsen blev et centralt placeret strøg, der skulle forløbe i øst-vestlig retning parallelt med jernbanen og markerede med et mindre antal etagehuse, en kanalgade og en række bygninger indrettede til offentlige formål: rådhus, klubformål, hobbyværksteder og lignende. Byområdets butikscenter, kaldet Albertslund Centrum, forbandt dette strøg med en S-banestation. Nævnes bør også, at der var arbejdet med en systematisk adskillelse af kørende og gående færdsel med et net af stamveje og lukkede boligveje. Skole, vuggestue, børnehave og fritidshjem blev placerede i bebyggelsens nordøstlige hjørne, og mindre legepladser blev placerede i de enkelte boligkvarterer. Den tæt-lave bebyggelse havde, ifølge Albertslundkontorets daglige leder, arkitekt Knud Svensson, nordiske rødder og "rækker fra Hansestæderne til engelske nybyer, fra Nyboder til Bakkehusene". Som en mere eksotisk inspirationskilde kunne peges på oldtidens græske bystater på Lilleasiens kyst: "her kunne vi have hentet gårdhusmotivet, den meget konsekvente ortogonale struktur og den karakteristiske landskabsbestemte afgrænsning af byen", erklærede han. Bebyggelsen "Albertslund Syd" stod færdig i midten af 1960-erne.

### Albertslund Vest
Omtrent samtidig anlagdes bydelen Albertslund Vest, et massivt udstykket boligområde, overvejende villaer, med en dertil knyttet skole og et lille indkøbscenter.

### Albertslund Nord
Den nordlige del af byen blev anlagt lidt senere, særligt i 1970'erne med de eksperimenterende og nyskabende boligområder Hyldespjældet, Galgebakken og Morbærhaven. Det var også i den nordlige del af byen, at Hersted Industripark blev anlagt, et af de største erhvervsområder i Storkøbenhavn.

### Hedemarken
Hedemarken er et almennyttigt boligområde, som blev bygget af AKB i 1968-1969. Bebyggelsen består af 12 3-etages boligblokke og 6 2-etages rækkehuse med tilhørende fællesarealer, institutioner for børn og unge, beboerlokaler samt et mindre indkøbscenter. 92 % eller 816 af 888 lejligheder er på 2½ værelse eller mindre, en sjettedel var et-rumslejligheder, der ofte var beboede af unge henviste fra socialforvaltningen, henviste fra Vridsløse Statsfængsel, fra den psykiatriske institution "Nordvang" eller fra nabokommuner. Bebyggelsen blev i 1970-erne præget af sociale problemer med ophobning af invalidepensionister, enlige mødre og såkaldte "multiproblem-familier".Flytteprocenten for befolkningen var høj, mellem 25-35% af husstandene. Arbejdsløsheden var omkring 1980 32% for unge mellem 18 og 24 år, og over 45% af beboerne levede af kontanthjælp. Mere end 10% af beboerne var indvandrere.

### Albertslund Øst
Albertslund Øst består primært af erhvervsområdet Røde Vejrmølle Industripark.

## Friarealer m.m.
Albertslunds friarealer omfatter Vejleådalen omkring åen af samme navn vest for byen, Kongsholmparken syd for byen og Vestskoven nord for byen. Den rekreative værdi af disse grønne områder svækkes dog til dels af motorvejsanlæg med omfattende vejudfletninger.

## Infrastruktur
Albertslund betjenes af S-tog og busser.
Roskildevej, den gamle kongevej til Roskilde, gennemskærer Albertslund i øst-vest-gående retning, og der er nem adgang til motorvejsnettet.

## Berømte bysbørn
- MF, SF (fmd. 1974-1991), Gert Petersen
- MF, Enhedslisten, Stine Brix
- Forfatter Tine Høeg
- Ernæringsekspert Christian Bitz
- Standupkomiker og skuespiller Anders Matthesen
- Standupkomiker, skuespiller og TV-vært Timm Vladimir
- Standupkomiker, skuespiller og TV-vært Amin Jensen
- Skuespiller Said Chayesteh
- Designer, forfatter og modekommentator Jim Lyngvild
- Musikgruppen Phlake (Mads Bo Iversen, Jonathan Elkær)
- Hip-hop gruppen Suspekt (Emil Simonsen, Andreas Duelund, Rune Rask)
- Hip-hop gruppen De Danske Hyrder
- Rapperen Branco
- Triatlet Rasmus Henning
- Bokser Patrick Nielsen
- Bokser Micki Nielsen
- Fodboldspiller Michael Mio Nielsen (Tidl. fodboldspiller, FCK, nuværende teamchef i FCK)
- Fodboldspiller Diego Tur (Tidl. fodboldspiller, FCK)
- Fodboldspiller Allan Olesen (Tidl. fodboldspiller, AB, St. Etienne, AaB, Vejle Boldklub)
- Fodboldspiller Michael Madsen (Tidl. fodboldspiller, AB, Bari, Wolfsburg, Farum)
- Bordtennisspiller Jonathan Groth
- Skøjteløber Elena Rigas
- Næstformand i Danske Skoleelever (2018-2019), Sonja Agerbæk-Petersen
- Journalist Simi Jan

## Venskabsbyer
- Mölndal, siden 1971
- Grabow, siden 1972
- Borken, siden 1987
- Sisimiut, siden 1991
- Ricany, siden 1993
- Whitstable, siden 1995
- East Renfrewshire, siden 1996